# Serra de Tumeneia
La Serra de Tumeneia o Sèrra des Humenèges en occità, és una serra al límit dels termes municipals de la Vall de Boí (Alta Ribagorça) i de Naut Aran (Vall d'Aran), al límit del Parc Nacional d'Aigüestortes i Estany de Sant Maurici i la seva zona perifèrica. La seva cresta discorra de sud-oest a nord-est, entre els massissos del Besiberri i del Montardo, separant la meridional Capçalera de Caldes de la septentrional vall de Valarties. Des del Besiberri Nord (3.009,3 m) la cresta pren direcció est-nord-est cap a la Bretxa Peyta (2.765,5 m) i la Punta d'Harlé (2.885,0 m), on gira al nord-nord-est per arribar al Coll d'Harlé (2.728,4 m), aquí torna a agafar direcció est-nord-est i passa pel Mussol de Tumeneia (2.832,3 m) i el Pa de Sucre (2.862,6 m), on agafa rumb nord cap a la Bretxa de Pauss (2.682,2 m), en aquest punt gira al nord-est, on conflueix amb el Tumeneia (2.783,1 m) i el Coll de Tumeneia (2.603,8 m); més a l'est-nord-est corona el Tuc de Monges (2.698,6 m) i confluir amb el Coret de Oelhacrestada (2.472,5 m), des d'on el tram final de la serra va a buscar el Montardo Petit (2.781,4 m) direcció nord.